# Castalia (Ohio)
Pour les articles homonymes, voir Castalia.
Castalia est un village américain situé dans le comté d'Erie, dans l'Ohio. Selon le recensement de 2010, sa population est de 852 habitants.